# AV-TEST
AV-TEST je nezávislá organizace, která testuje a hodnotí antivirový a bezpečnostní software pro operační systémy Windows, Android, MacOS a zařízení Internetu věcí (IoT). Každý druhý měsíc institut zveřejňuje výsledky svého testování, kde uvádí, kterým produktům byla udělena jejich certifikace. 
Organizace byla založena v roce 2004 v německém Magdeburgu, kde má v současné době i své sídlo.

## Vlastnosti
Institut má jednu z největších sbírek vzorků digitálního malwaru na světě, vlastní výzkumné oddělení a intenzivně spolupracuje s dalšími institucemi, to zaručuje testování na mezinárodně uznávané úrovni.
AV-TEST využívá pro své testy interně vyvinuté analytické systémy, čímž zaručuje výsledky testů neovlivněné třetími stranami pro všechny standardní operační systémy a platformy.
Laboratoře společnosti zahrnují 300 klientských a serverových systémů, kde je uloženo a zpracováno více než 2 500 terabajtů nezávisle shromážděných testovacích dat obsahujících škodlivé i neškodné informace o vzorku.
Malware lze okamžitě analyzovat a kategorizovat, kvůli aktuálnosti testovacích dat a trendy ve vývoji virů lze detekovat brzy, potom lze řešení IT bezpečnostni testovat a certifikovat.

## Činnosti
Organizace pravidelně zpřístupňuje veřejnosti své nejnovější testy a aktuální výsledky výzkumu zdarma na svých webových stránkách. To pomáhá uživatelům při výběru produktů, výrobcům k optimalizaci produktů a médiím v publikační činnosti. Kromě toho institut radí průmyslovým sdružením, společnostem a vládním institucím v otázkách bezpečnosti IT.
AV-TEST je aktivní také v oblasti zabezpečení produktů IoT a eHealth, aplikací pro mobilní zařízení a také v oblasti zabezpečení dat aplikací a služeb.

## Kritika
V roce 2013 společnost kritizoval Jevgenij Valentinovič Kasperskij - bezpečnostní specialista  a generální ředitel společnosti Kaspersky Lab, která se zabývá IT bezpečností a vývojem ochranného softwaru proti kybernetickým hrozbám, za změnu jejich certifikačního procesu.